# Le Conte du tsar Saltan (film, 1967)
Pour les articles homonymes, voir Le Conte du tsar Saltan.
Pour plus de détails, voir Fiche technique et Distribution.
Le Conte du tsar Saltan, (Сказка о царе Салтане, Skazka o tsare Saltane) est un film soviétique réalisé par Alexandre Ptouchko sorti en 1967.

## Synopsis
Un synopsis est fourni par la page Le Conte du tsar Saltan (conte). Cependant le film, sans doute pour ne pas être trop répétitif, n'a retenu que deux métamorphoses du prince Gvidon au lieu de trois. Les dialogues, les chants sont en vers, vraisemblablement par respect pour l'œuvre originale, mais aussi pour éloigner ce récit merveilleux des contraintes du réel.

## Fiche technique
- Titre original : Сказка о царе Салтане, Skazka o tsare Saltane
- Titre français : Le Conte du tsar Saltan
- Réalisation : Alexandre Ptouchko
- Scénario : Alexandre Ptouchko et Igor Gueleïne d'après le poème Le Conte du tsar Saltan d'Alexandre Pouchkine
- Rédaction : G. Khoreva
- Direction artistique : Natalia Ptouchko
- Décors : Anatoli Kouznetsov et Constantin Khodataïev. Construction : V. Smirnov
- Costumes : Olga Kroutchinina et Sarra Mokil pour ceux des troupes ennemies
- Maquillage : M. Rojkova
- Photographie : Igor Gueleine, Valentin Zakharov, I. Kharitonov
- Montage : Natali Beliovtsevoï
- Dresseurs des animaux : G. Alexeïev et T. Gabidzachvili
- Effets spéciaux : 
  - Opérateur : Alexandre Renkov
  - Dessinatrice : Zoïa Moriakova
- Son : Maria Bliakhina
- Musique : Gavriil Popov et orchestre sous la direction de Gaziz Dougachev
- Production : Mosfilm
- Pays d'origine :  Union soviétique
- Langue originale : russe
- Format : couleur Sovcolor – 2.20 : 1 – 16 mm, 35 mm, 70 mm – Sovscope 70 – 70 mm 6-piste (70 mm impressions), Mono (35 mm impressions)
- Genre : fantastique
- Durée DVD : 87 minutes
- Date de sortie :
  - URSS : 2 janvier 1967

## Distribution
- Vladimir Andreïev : le tsar Saltan
- Larissa Goloubkina : la cadette des trois sœurs qui devient la tsarine
- Oleg Vidov : le prince Gvidon (orthographe retenue pour les sous-titres)
- Ksenia Riabinkina : le cygne qui devient l'épouse du prince Gvidon
- Sergueï Martinson : le tuteur du tsar Saltan
- Anatoli Alexeïev : un majordome
- Valentina Ananina : une mère
- Nikolaï Barmine : Tchernomor et un artisan
- Iakov Belenki : un armateur enturbanné
- Nina Beliaeva : une sœur de la tsarine, celle qui travaille dans la cuisine
- Valentina Berezoutskaia : une mère
- Boris Bitioukov : un armateur et un boyard
- Pavel Chalnov : un diacre
- Grigori Chpiguel : le prévôt endormi dans son «carrosse» et réveillé par Gvidon
- Alexandra Danilova : une mère
- Alexandre Degtiar : un armateur et un boyard
- Vladimir Ferapontov : un armateur enturbanné
- Sergueï Golovanov : un armateur
- Nina Gouliaeva : au doublage de Ksenia Riabinkina
- Tamara Iarenko : une mère
- Andreï Iourenev : un chevalier
- Vera Ivleva : une sœur de la tsarine, celle qui travaille au métier à tisser
- Artiom Karapetian : un armateur enturbanné
- Iouri Kireïev : un armateur
- Vitali Kisseliov : un chef militaire
- Viktor Kolpakov : le ministre du tsar
- Evgueni Maïkhrovski : le bouffon
- Grigori Mikhaïlov : un armateur
- Sarra Mokil : la sorcière
- Micha ou Mikhaïl Molokoïedov : Gvidon enfant
- Valeri Nossik : le valet
- Mikhaïl Orlov : un armateur
- Dmitri Orlovski : un armateur et un artisan
- Viktor Ouralski : un boyard
- Zinaïda Sorotchinskaïa : une fille
- Iouri Tchekoulaïev : le chambellan
- Gourguen Tonounts : un armateur enturbanné
- Zoïa Vassilkova, mais Zoïa Tchekoulaïeva au générique : une mère
- Olga Viklandt : Babarikha, la mère des trois sœurs

Acteurs et actrices dont la fonction est à préciser : Ivan Jevago, Oleg Mokchantsev, Alexandre Timontaïev, Elena Volskaia.

## Autour du film
- Ksenia Riabinkina (ru) qui tient le rôle du cygne est une danseuse de ballet, soliste au Bolchoï et enseignante.
- Alexandre Ptouchko et Igoria Gueleïna, probablement pour que ce film puisse être vu par des enfants ont introduit dans la mise en scène, malicieusement peut-être,  une fantaisie, une délicatesse qui respecte la sensibilité des jeunes spectateurs : ainsi la nuit de noces apporte une solution originale pour la procréation du robuste garçon qu'on veut pour la moisson, les ennemis ont une apparence de gnomes ce qui permet de les combattre sans trop d'états d'âme, le chagrin du tsar et sa colère se transforment en une séance d'affliction synchronisée, etc.
- Le site Conte du tsar Saltan|Fantastique|Heroic Fantasy [1]. fournit un synopsis, des images et quelques points de vue sur le film.
- Le générique a été complété avec le site «СКАЗКА О ЦАРЕ САЛТАНЕ (1966)» [2].